# Чистое кино
Чистое кино (фр. Cinéma Pur) — это авангардное направление кино, начатое такими кинематографистами, как Рене Клер, которые стремились к возвращению кино к его элементарным единицам видения и движения.
Этот термин был впервые придуман Анри Шометтом. Цель движения состояла в том, чтобы создать кино, ориентированное на элементы фильма, которые не являются заимствованными, а являются присущими только кинематографу как его основные черты: движение, визуальная композиция и ритм. Основателями направления стали европейские кинематографисты Рене Клер, Фернан Леже, Ханс Рихтер, Викинг Эггелинг, Вальтер Руттман и другие. Они стремились достичь своей цели, сводя к минимуму историю и сюжет, вместо этого фокусируя внимание на визуальных проблемах, используя крупный план, монтаж и другие кинематографические приёмы. Такие фильмы, как «Механический балет», «Диагональная симфония» и «Берлин — симфония большого города» определяют ритм и движение в названии самих фильмов. В дополнение к крупным планам, другие методы кинематографии использовались для создания ритмического и визуального интереса. Они включают быстрое и замедленное действие, спецэффекты, стоп-экшен и динамическую нарезку кадров.
Дадаисты увидели в кино возможность превзойти «историю», высмеять «характер», «постановку» и «сюжет» как буржуазные конвенции, устранить причинность, используя врождённую динамичность кинофильма, чтобы опровергнуть аристотелевские понятия времени и пространства. Движение описывается в работе феминистского критика и кинематографического режиссёра Жермен Дюлак, в них целью называется «чистое» кино, свободное от какого-либо влияния литературы, сцены или даже других изобразительных искусств.
Декларируется, что кино является его собственной и независимой формой искусства, которая не должна заимствовать приёмы других искусств. Таким образом, чистое кино состоит из экспериментальных фильмов, которые передают абстрактные эмоциональные переживания с помощью уникальных кинематографических приёмов, таких как монтаж (эффект Кулешова), движение камеры и угол съёмки, звуко-визуальные отношения, суперпозиции и других оптических эффектов и визуальной композиции.
Шометт регулирует скорость фильма и снимает с разных углов, чтобы захватить камерой абстрактные узоры в его фильме 1925 года «Игра отражений и скорости». Его фильм сделанный в следующем году, «Пять минут чистого кино», отразил более минимальный и формальный стиль. Жермен Дюлак и её идея «чистого кино» вдохновила французское направление чистого кино. Её фильмы «Тема и вариации» и «Диск», снятые в 1928 году, являются иллюстрациями её позиции.
Ман Рэй также создал ряд влиятельных короткометражных авангардных фильмов: «Возвращение к началу» (2 минуты, 1923); «Оставьте меня в покое» (16 мин, 1926 г.); «Морская звезда» (15 мин, 1928). Ман Рей также помог Марселю Дюшану с его фильмом «Анемическое кино» (1926), и Фернану Леже с «Механическим балетом» (1924).